# 칼바리아제브지도프스카

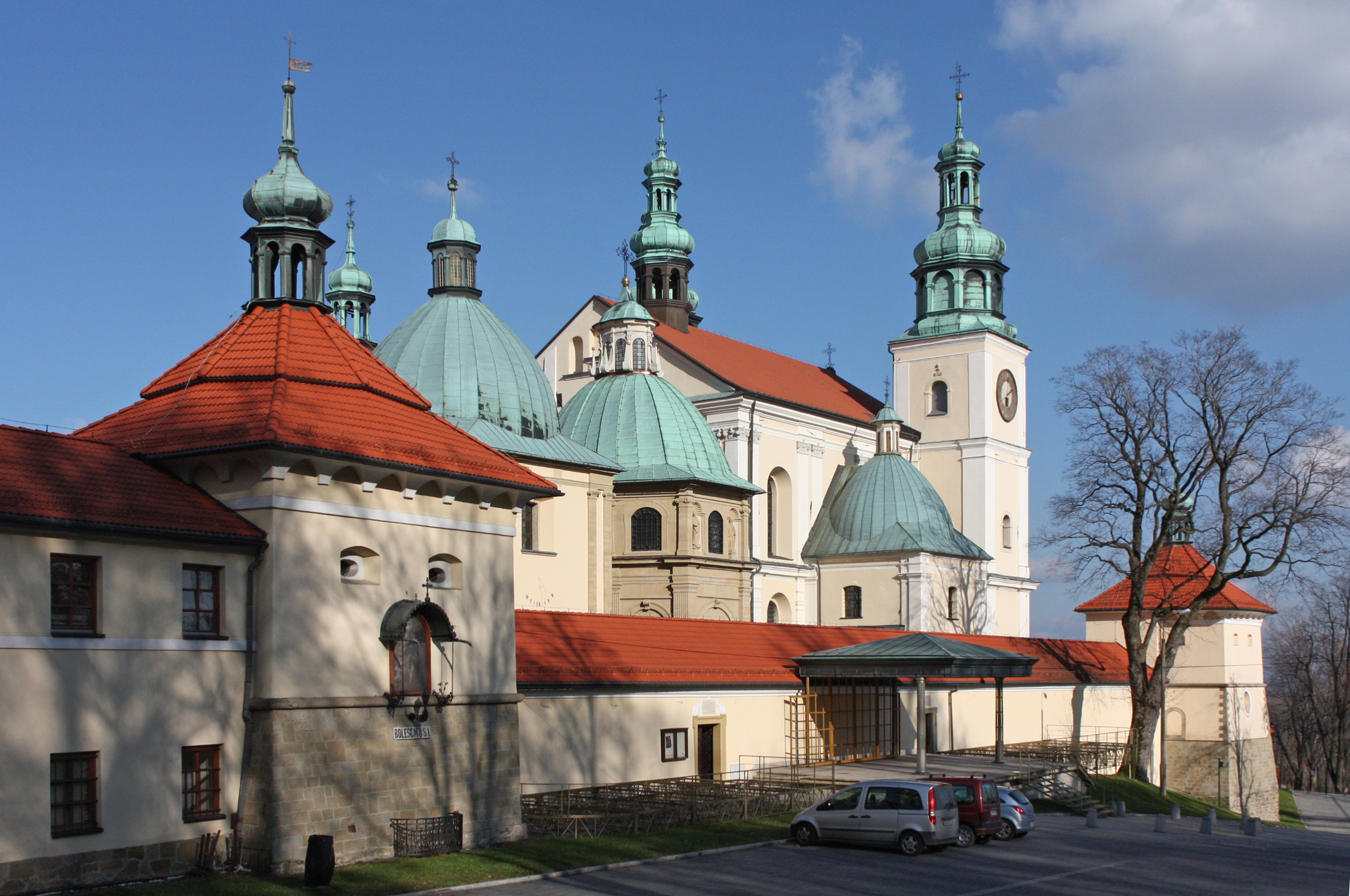
칼바리아제브지도프스카 공원의 수도원

칼바리아제브지도프스카(폴란드어: Kalwaria Zebrzydowska)은 폴란드 마워폴스카주 바도비체군에 있는 마을이다.